# Benelli Sei

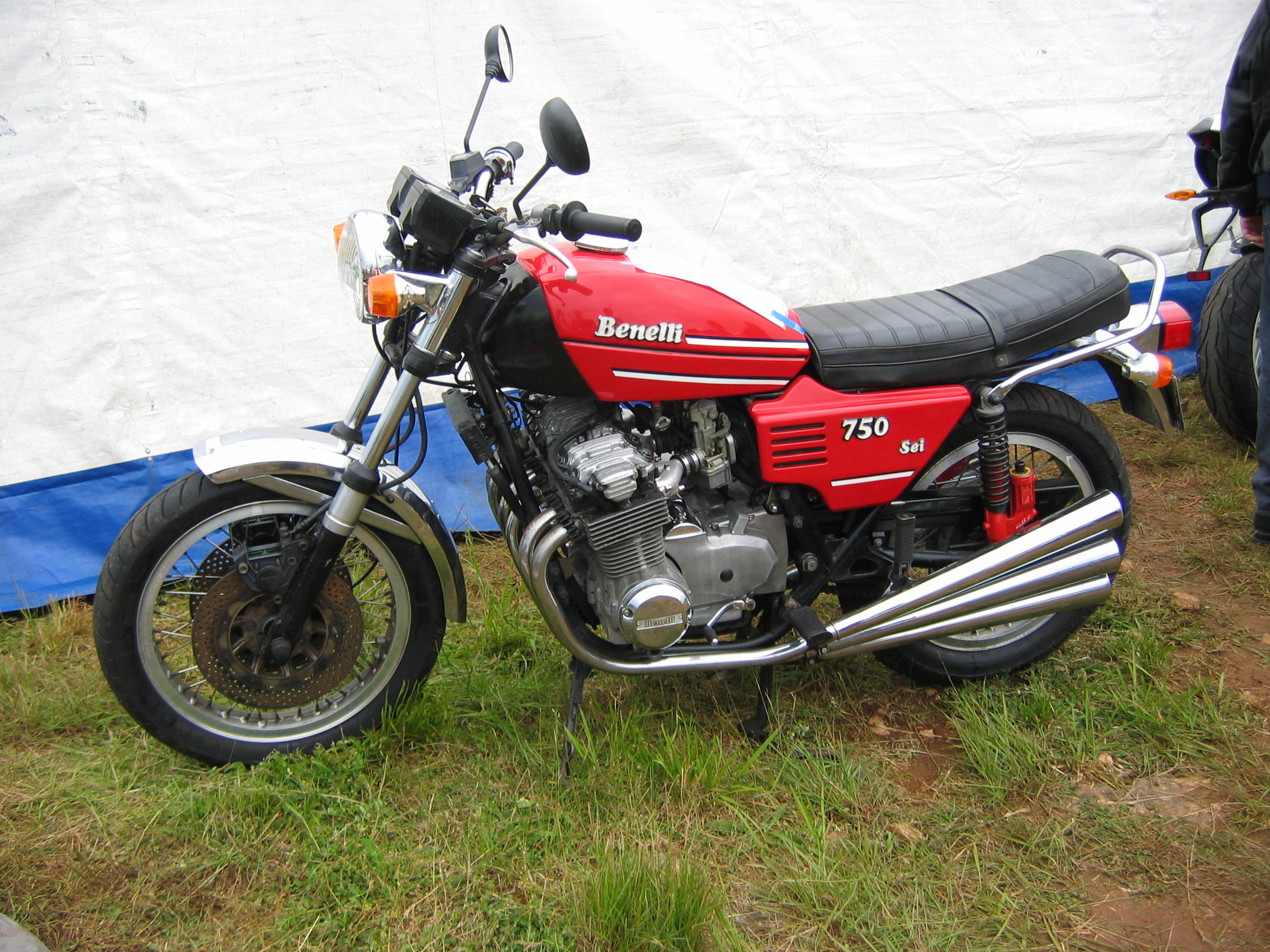
Benelli Sei 750

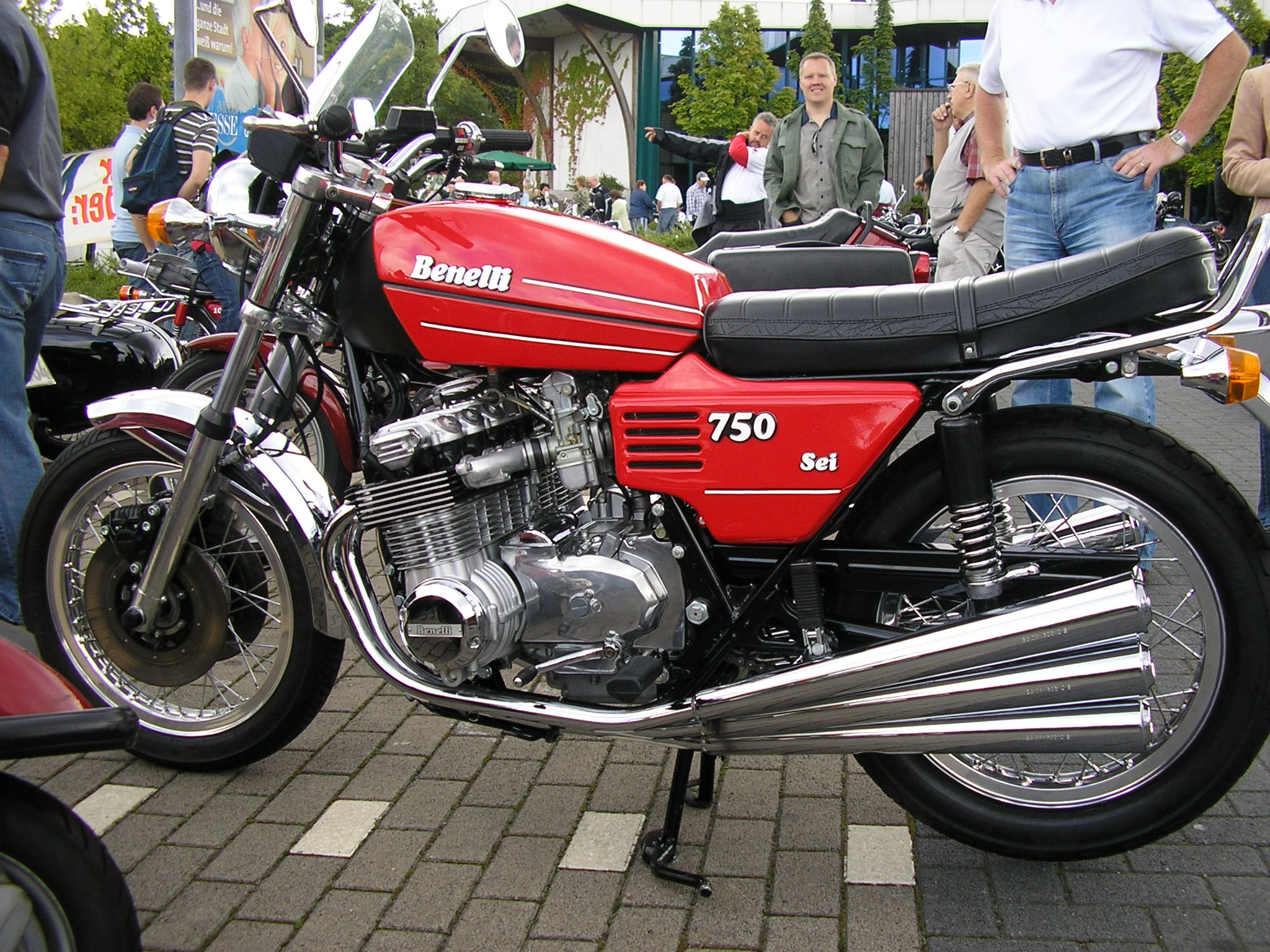
Otra Benelli Sei 750

La Benelli Sei es una serie de motocicletas producidas por el fabricante italiano Benelli desde 1973 a 1989. Proyectadas por el diseñador de automóviles Alejandro De Tomaso, se fabricaron dos modelos, con cilindrada de 750 y 900 cc. La 750 fue la primera motocicleta de producción en serie con un motor de seis cilindros.

## Benelli 750 Sei
La Benelli 750 Sei fue la primera motocicleta de producción en serie con un motor de 6 cilindros, y se lanzaron dos modelos sucesivos. De Tomaso pretendía que se convirtiera en la principal motocicleta deportiva de Italia y quería que se equiparase con la Moto Guzzi. En su lanzamiento, recibió una gran publicidad eclipsando a todas las demás motos italianas de ese año. Inició la tendencia de las motocicletas de diseño angular, alejándose de las formas redondeadas más tradicionales por entonces.
El motor se basó en el Honda CB500 de cuatro cilindros, pero con dos cilindros adicionales. Las aletas de la culata de la Sei se cuadraron para proporcionarle una cierta individualidad cosmética, pero por lo demás, el motor en la mayoría de los aspectos obviamente se derivaba del Honda. El "diseño angular y audaz" fue de obra del carrocero Ghia. El motor rendía 76 HP (56,7 kW) a 9000 rpm, y la motocicleta alcanzaba una velocidad máxima de alrededor de 127 mph (204,4 km/h), siendo una de las motos de turismo europeas más suaves.
A pesar de los cilindros adicionales, el ancho del Sei se mantuvo al mínimo colocando el alternador (que, en la Honda, estaba en el extremo izquierdo del cigüeñal) detrás de los cilindros, y además se mejoró el enfriamiento al tener pasos de aire entre los cilindros. La Sei tenía tres carburadores Dell'Orto VHB de 24 mm (la Honda CB 500 tenía cuatro, para cuatro cilindros). A los especialistas les pareció que el vehículo era pesado y engorroso, pero se manejaba sorprendentemente bien y tenía un sonido de escape exclusivo con sus seis silenciadores.

### Producción
Los números de serie de los bastidores comenzaron en 5000.
Las cifras de producción fueron las siguientes:
Benelli Sei 750:
- Serie 1:

1974: 293 (5001 al 5293)
1975: 1479 (desde el 5294)
- Series 1  y 2:

1976: 87 (desde el 6774)
- Serie 2:

1977: 283 (desde el 6861)
1978: 1058 (desde el 7145)
Producción total: 8203 unidades
Benelli Sei 900:
- Serie 1:

1978: 23 (100001 al 100023)
1979: 515 (desde el 100024)
- Series 1 y 2:

1980: 322 (desde el 100539)
- Serie 2:

1981: 312 (desde el 100861)
- Series 2 y 3:

1982: 176 (desde el 101174)
- Serie 3:

1983: 26 (desde el 101351)
1984: 106 (desde el 101377)
1985: 25 (desde el 101484)
- Serie 4:

1986: 200 (desde el 101510)
1987: 88 (desde el 101710)
1988: 0 (desde el 101798)
1989: 85 (desde el 101799)
Producción total: 1878 unidades
La Benelli 750 Six / 900 Six siguió siendo la única motocicleta de seis cilindros de producción en serie hasta la aparición de la Honda CBX1000 en 1978.

## Benelli 900 Sei
En 1979, cuando se habían vendido 3200 unidades, Benelli convirtió la 750 Sei en una motocicleta de 900 cc aumentando el diámetro y la carrera, con escapes de seis en dos y un pequeño carenado tipo bikini como el usado en la Moto Guzzi Le Mans. Se fabricaron menos de 2000 motocicletas en cuatro lanzamientos de modelos. Descrita en ese momento como "excesiva", las "flashbikes" tendían a ser "raras, caras, europeas, extravagantes, atractivas y de alto rendimiento". Tenía un MSRP original de $3,995.
Posteriormente se lanzó el modelo "Sei Sport" con un carenado tipo bikini más grande.

### Características
Como ya se ha señalado, la Benelli 900 Sei fue la sucesora del modelo de 750 cc. La cilindrada se aumentó a 906 cm³, lo que resultó en una potencia de 80 hp (59 kW) a 8400 rpm. El diámetro del cilindro era de 60 mm y la carrera del pistón de 53,4 mm. Además, la 900 estaba equipada con un sistema de escape 6 en 2. El rendimiento era correspondientemente mayor con el motor más potente que con el de la 750: 193 km/h de velocidad máxima, y aceleración de 0 a 100 km/h en 4,6 segundos. El sistema de frenos fue reforzado con un disco doble en la parte delantera y un disco simple en la parte trasera. La construcción era similar a la de la Moto Guzzi Le Mans, con un carenado en dos piezas. También disponía de un sistema ABS integral, de forma que cuando se accionaba el freno de pie, se frenaba al mismo tiempo un disco de la rueda delantera. En la segunda y tercera serie, la motocicleta se entregó con un carenado de cabina.
|  |  |

### Mantenimiento
La 900 Sei requería un alto nivel de cuidado. El control exacto de la tensión de la cadena era importante, y el sistema eléctrico a menudo causaba problemas si no se revisaba regularmente. No fue una motocicleta excesivamente popular fuera de Italia.